# Manel Baklouti
Manel Baklouti, née le 19 mai 2002, est une pongiste tunisienne.
Elle est médaillée de bronze par équipe aux Jeux africains de 2019.